# If Ya Gettin' Down
If Ya Gettin' Down è una canzone dei 5ive, primo singolo estratto dal loro secondo album Invincible nel luglio 1999.

## Descrizione
Il brano è stato scritto da Richard Stannard, Julian Gallagher, Jason 'J' Brown, Sean Conlon e Richard Breen. È stato coprodotto da Stannard e Rowe. La base della canzone deriva da un campionamento di Last Night a D.J. Saved My Life degli Indeep.

## Video musicale
Il video di If Ya Gettin' Down è stato diretto da Cameron Casey, ed usa toni più scuri rispetto ai precedenti video dei 5ive. La boy band inglese nel video esegue una coreografia, che comprende calci volanti e salti mortali, durante i quali i cinque componenti del gruppo vengono sostituiti da cinque controfigure.

## Tracce
CD Single
1. If Ya Gettin' Down  2:59
2. When I Remember When  3:58

CD-Maxi
1. If Ya Gettin' Down  2:59
2. When I Remember When  3:58
3. Everyday  4:19
4. Enhanced CD

## Classifiche
| Classifiche (1998) | Posizione massima |
| ------------------ | ----------------- |
| Svizzera           | 12                |
| Paesi Bassi        | 6                 |
| Belgio             | 6                 |
| Svezia             | 6                 |
| Australia          | 2                 |
| Nuova Zelanda      | 1                 |
| Regno Unito        | 2                 |
| Italia             | 5                 |